# 中国左翼新闻记者联盟
中国左翼新闻记者联盟，简称记联、新联，是1932年成立的中国共产党领导的左翼新闻记者的组织。

## 历史
1932年3月20日在上海召开成立大会，瞿秋白、邓中夏、潘梓年作为党代表出席指导，大会通过了《中国左翼新闻记者联盟行动纲领和组织纲领》、《开办国际新闻社传播革命消息》、《广泛建立工农通讯员》、《开展工厂、学校、兵营的墙报活动》等决议。创办了国际新闻社。1934年1月7日,创办新闻学刊物《集纳批判》，提出要”阐扬以社会主文为根据的科学的集纳主文”。共出版4期。1934年，又出版一小型报纸《华报》，不久被迫停刊。1935年创办公开对外发稿的机构中华新闻社。
1936年5月自行停止活动。